# プルモゲール
プルモゲール （Ploumoguer、ブルトン語:Plonger）は、フランス、ブルターニュ地域圏、フィニステール県のコミューン。その名はブルトン語で教区を意味するploeと、廃墟を意味するmoguerからなる。

## 地理
プルモゲールは県西部にあり、ル・コンケとプルアルゼルの間にある。ブレストの西25kmほどのところにある。町には2箇所の砂浜があり、7kmの海岸線は岩がちでギザギザと入り組んでいる。標高最高地点の143mは、低レオン地方の標高最高地点である。
2003年、一基につき750kwの発電量を持つ直径48mの風力タービンがKervoualc’hに設置された。

## 人口統計
| 1962年 | 1968年 | 1975年 | 1982年 | 1990年 | 1999年 | 2006年 | 2011年 |
| ------ | ------ | ------ | ------ | ------ | ------ | ------ | ------ |
| 1562   | 1475   | 1361   | 1560   | 1602   | 1646   | 1851   | 1951   |

参照元:1999年までEHESS、2004年以降INSEE

## 史跡
- マノワール・デュ・プレシ - 1483年の公文書にその存在が記されている。15世紀から17世紀までKerlec'hに属していた。建てられた当時の本来の家具の要素を保持している。
- ケレ邸 - 1973年。建築家ロジェ・ル・フランシェックの作品。

## ギャラリー

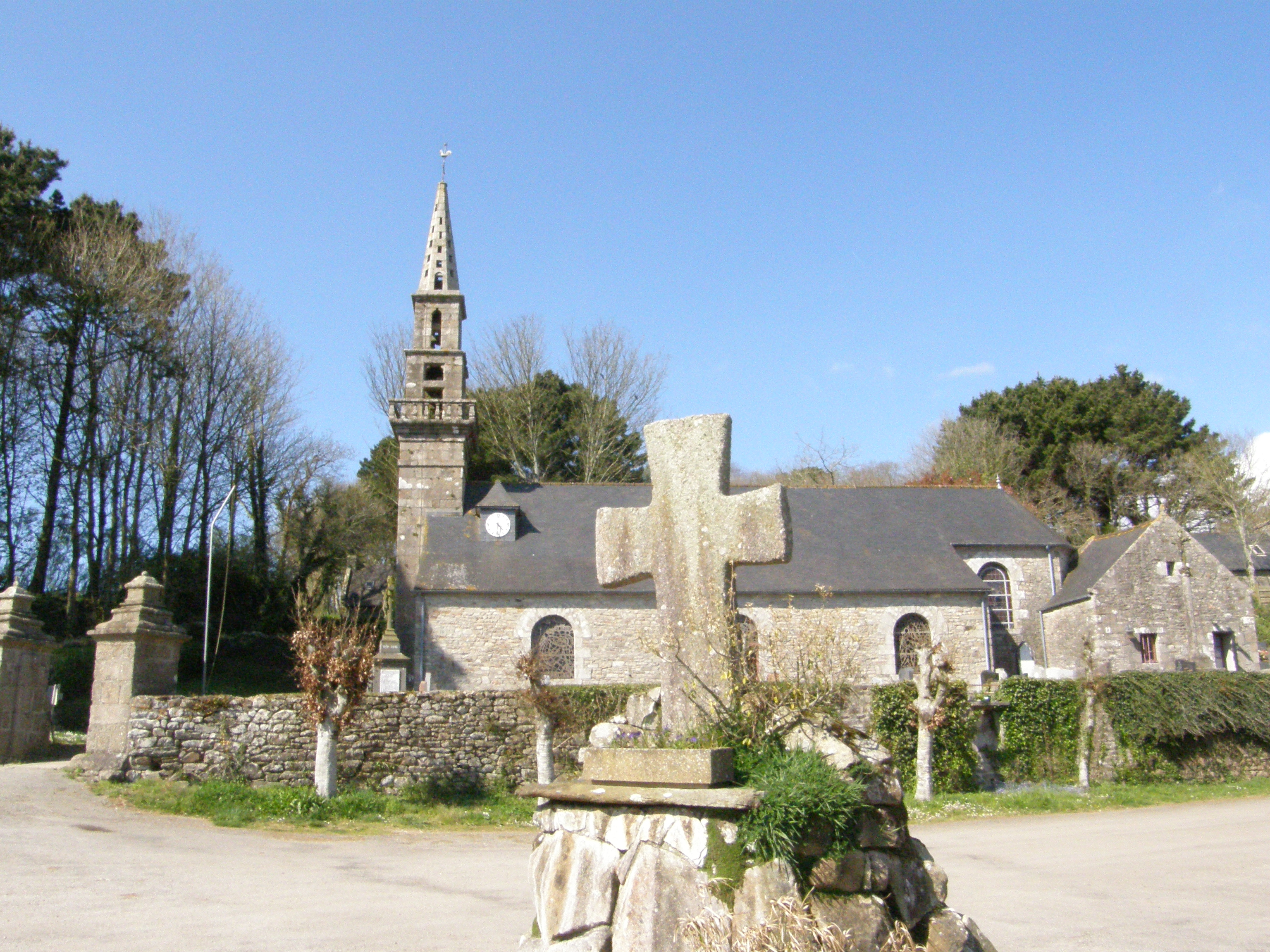
サン・ピエール・オー・リヤン教会
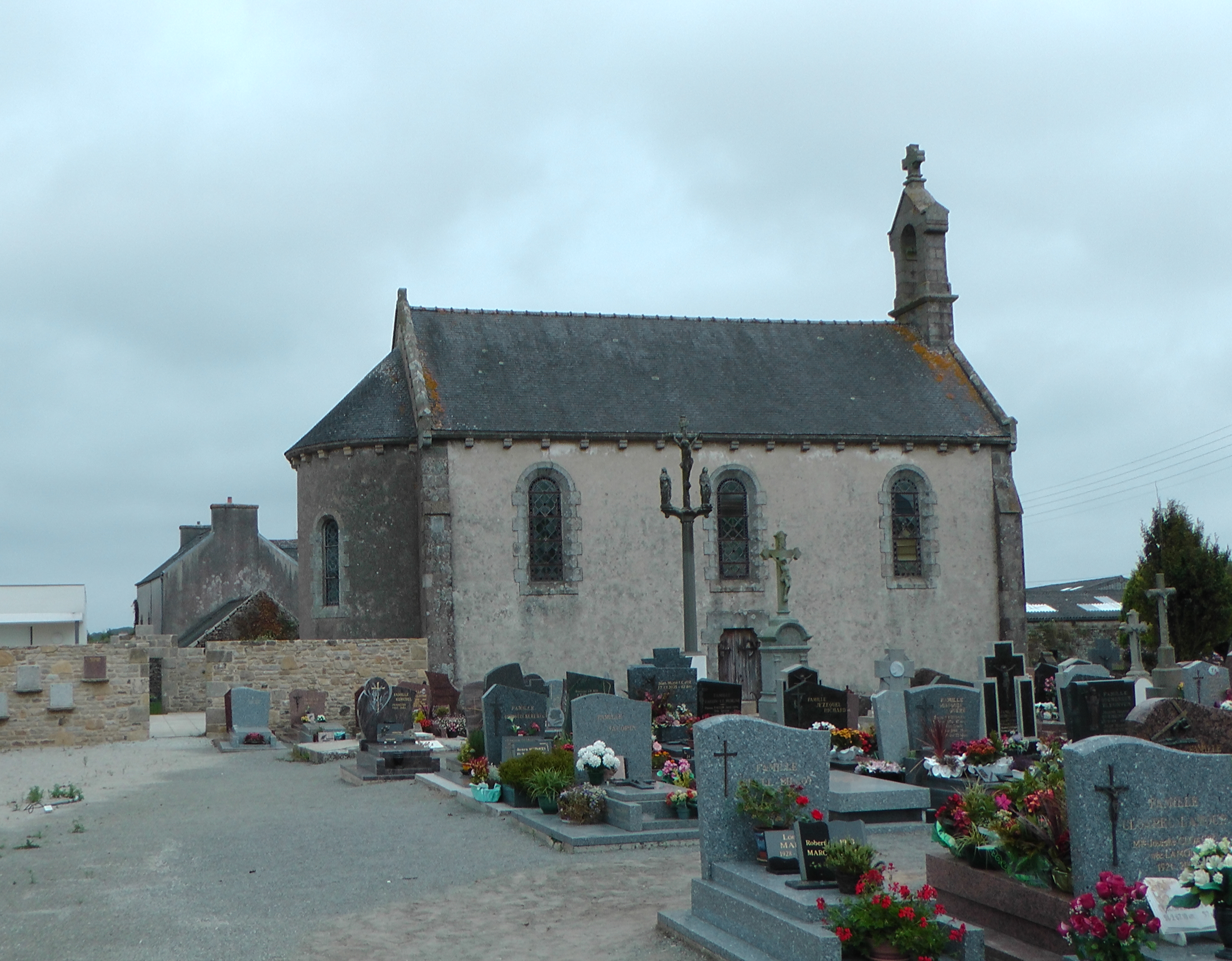
ノートルダム・デスペランス礼拝堂
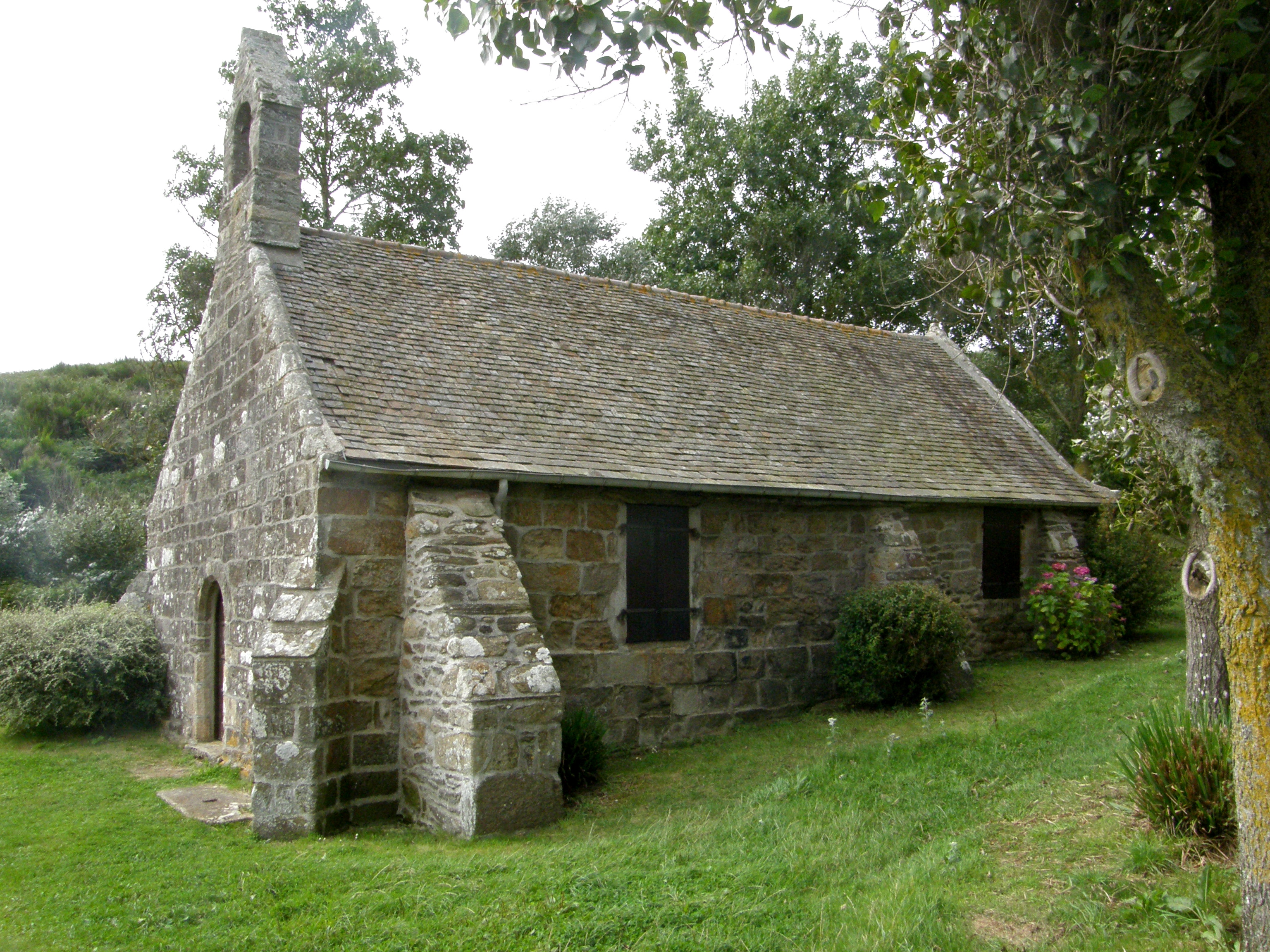
ロクメヴァン礼拝堂